# Simon Thornton

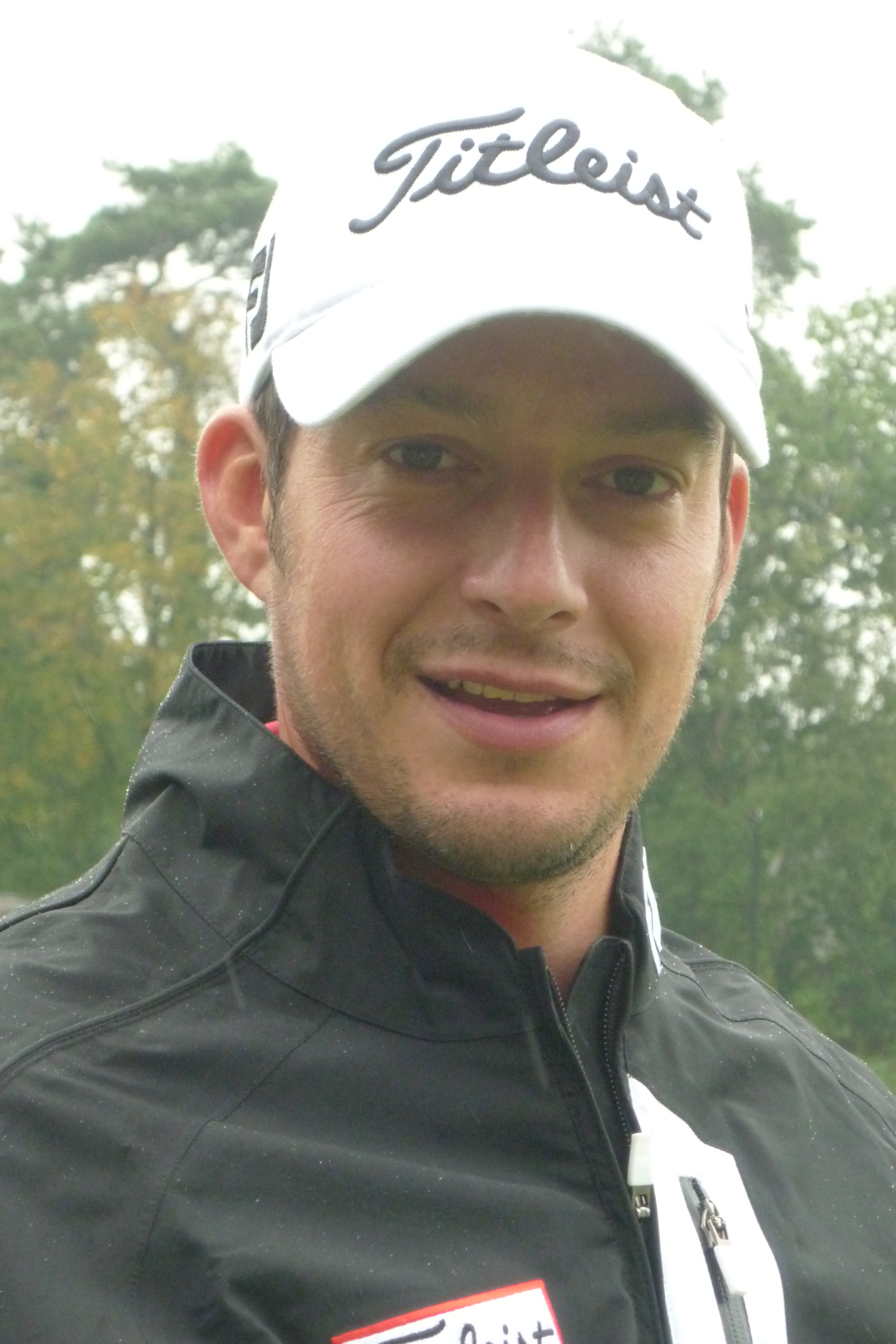
KLM Open 2010.

Simon Thornton (18 maart 1977) is een professioneel golfer, die is geboren in Bradford, Yorkshire, Engeland, maar een Ierse nationaliteit heeft en in Newcastle, Noord-Ierland woont.
Nadat Thornton naar Noord-Ierland verhuisde, werd hij assistent-professional op de Royal County Down Golf Club. Via de EuroPro Tour promoveerde hij in 2009 naar de Europese Challenge Tour, waar hij op de 51ste plaats eindigde. Eind 2009 ging hij naar de Tourschool en kwalificeerde zich voor de Europese PGA Tour. Eind juli 2010 stond hij op de 134ste plaats en speelde hij het Iers Open.

In 2013 won hij het Saint-Omer Open, dat zowel voor de Challenge Tour als de Europese Tour meetelt. Hij kreeg dus twee jaar speelrecht op beide tours. 

## Gewonnen
- 2005: PGA Kampioenschap (Ulster)
- 2013: Saint-Omer Open